# Piotr Napierała
Piotr Marek Napierała (ur. 18 maja 1982 w Poznaniu) – polski historyk specjalizujący się w historii XVIII wieku, doktor nauk humanistycznych, wykładowca z zakresu bezpieczeństwa narodowego na Wyższej Szkole Handlu i Usług w Poznaniu, publicysta, autor książek i youtuber. Wieloletni członek zarządu i wiceprezes Polskiego Stowarzyszenia Racjonalistów.

## Życiorys

### Działalność naukowa
Napierała jest absolwentem Wydziału Historycznego Uniwersytetu im. Adama Mickiewicza w Poznaniu. W 2009 uzyskał grant Ministra Nauki i Szkolnictwa Wyższego. W 2010 roku uzyskał stopień doktora w zakresie historii na Wydziale Historycznym UAM, na podstawie pracy „Kraj wolności” i „kraj niewoli” – brytyjska i francuska wizja wolności – XVII–XVIII wiek, pod kierunkiem Waldemara Łazugi.
W latach 2013–2020 był wykładowcą na Wydziale Nauk Politycznych i Dziennikarstwa Uniwersytetu im. Adama Mickiewicza. W latach 2012–2015 pracował jako adiunkt w Wyższej Szkole Handlu i Usług. W 2016 był adiunktem w Wyższej Szkole Bezpieczeństwa w Poznaniu. Od 2017 roku prowadzi zajęcia z zakresu bezpieczeństwa narodowego na Wyższej Szkole Handlu i Usług.
Jest także absolwentem studiów podyplomowych w zakresie przygotowania pedagogicznego na Wydziale Finansów i Bankowości w Wyższej Szkole Bankowej w Poznaniu.
Był członkiem zarządu głównego Polskiego Stowarzyszenia Racjonalistów w latach 2014–2015. Do 2020 roku był redaktorem portalu Racjonalista.pl.

#### Postępowanie habilitacyjne
W 2021 roku Rada Naukowa dyscyplin: nauki o polityce i administracji, nauki o komunikacji społecznej i mediach oraz nauki o bezpieczeństwie Uniwersytetu im. Adama Mickiewicza w Poznaniu odmówiła mu nadania stopnia doktora habilitowanego w dziedzinie nauk społecznych w dyscyplinie nauki o polityce i administracji. W procesie habilitacyjnym uzyskał trzy pozytywne oceny dorobku i jedną negatywną. Zdaniem komisji omawiana książka Fryderyk II Wielki jako władca liberalny „nie mieści się w dyscyplinie nauki o polityce i administracji”, chociaż „może wypełniać pewną lukę poznawczą”.

### YouTube
Prowadzi na platformie YouTube kanał o tematyce historycznej i stosunków międzynarodowych. Pierwotnie satyryczny, teatralny, z czasem przedstawiający omówienia historyczne, komentarze i recenzje książek w formie kabaretowo-standupowej.

## Krytyka i polemika
W 2017 roku Tomasz Flasiński w recenzji książki Napierały pt. Chiny i Japonia a Zachód – historia nieporozumień zarzucił Napierale nieprawdziwe stwierdzenia i sprzeczności oraz podpieranie się pracami publicystycznymi, propagandowymi i mało wiarygodnymi.
W 2020 roku Rafał Chwedoruk w recenzji książki Napierały pt. Fryderyk II Wielki jako władca liberalny zarzucił autorowi, że ten nie zakorzenił się w dorobku współczesnej nauki ani w źródłach epoki. Zarzuty dotyczyły ignorowania zasobów archiwalnych, deficytu materiałów o charakterze pamiętnikarskim i wspomnieniowym, brak artykułów z czasopism naukowych, braku uporządkowania i refleksji nad stanem badań, braku wykorzystania i omówienia dorobku niemieckiej historiografii, absencji literatury rosyjskojęzycznej.
W 2023 roku, w ramach polemiki z poglądami Adama Wielomskiego, Napierała zarzucił mu uprawianie propagandy klerykalnej i prorosyjskiej, a także antyzachodniej, antyliberalnej, a zwłaszcza antyprotestanckiej. Określił Wielomskiego jako „jednego z głównych hamulcowych postępu intelektualnego Polski”.

## Życie prywatne
Jest wnukiem filozofa Edmunda Harwasa i synem psycholog Barbary Harwas-Napierały.

## Publikacje

### Książki
- Sir Robert Walpole (1676–1745) – twórca brytyjskiej potęgi, Wydawnictwo Naukowe UAM, Poznań 2008. ISBN 978-83-232-1898-2[16].
- Hesja-Darmstadt w XVIII stuleciu. Wielcy władcy małego państwa, Wydawnictwo Naukowe UAM, Poznań 2009. ISBN 978-83-232-2007-7.
- Światowa metropolia. Życie codzienne w osiemnastowiecznym Londynie, Novae Res, Gdynia 2010. ISBN 978-83-61194-43-9.
- „Kraj wolności” i „kraj niewoli” – brytyjska i francuska wizja wolności w XVII i XVIII wieku, Wydawnictwo Libron-Filip Lohner, Kraków 2011. ISBN 978-83-62196-11-1.
- Simon van Slingelandt (1664–1736) – ostatnia szansa Holandii, Wydawnictwo Libron-Filip Lohner, Kraków 2012. ISBN 978-83-62196-37-1.
- Paryż i Wersal czasów Voltaire’a i Casanovy, Wydawnictwo Libron-Filip Lohner, Kraków 2012 ISBN 978-83-62196-61-6[17].
- Simon van Slingelandt (1664–1736) – last chance of the Dutch Republic, Wydawnictwo Libron-Filip Lohner, Kraków 2013. ISBN 978-83-62196-89-0.
- Chiny i Japonia a Zachód – historia nieporozumień, Libron-Filip Lohner, Kraków 2015. ISBN 978-83-65148-09-4[18][19][20]
- Żołnierz i filozof. Tadeusz Kościuszko przeciw królom, carom i kościołom, Fundacja Nowe Oświecenie, Warszawa 2017. ISBN 978-83-949-362-0-4.[21].
- USA i Niemcy. Między liberalizmem a autorytaryzmem, Libron-Filip Lohner, Kraków 2018. ISBN 978-83-65705-72-3[22].
- Fryderyk II Wielki jako władca liberalny, Wydawnictwo Naukowe UAM, Poznań 2019. ISBN 978-83-232-3451-7.
- Historia Polski bez mitów, Theatrum Illuminatum, 2022. ISBN 978-83-966783-0-0.
- Frihetstid czyli kultura polityczna osiemnastowiecznej Szwecji, Theatrum Illuminatum, 2023. ISBN 978-83-966783-2-4.
- Historia Francji bez mitów, Theatrum Illuminatum, 2024. ISBN 978-83-966783-6-2.
- Liberalizm. Historia walki o wolność, Theatrum Illuminatum, 2024. (wraz z Pawłem Skałą-Piękosiem) ISBN 978-83-972206-1-4.

### Audiobooki
- Bill Clinton. Biografia polityczna, Heraclon 2018 (wraz z Łukaszem Tomysem) ISBN 978-83-81461-52-8.
- Donald Trump. Przedsiębiorca i polityk, Heraclon 2019 (wraz z Łukaszem Tomysem) ISBN 978-83-66167-36-0.
- Walt Disney. Wizjoner z Hollywood. Tom I. Narodziny legendy (1901–1945), Heraclon 2019. ISBN 978-83-66167-43-8.
- Walt Disney. Wizjoner z Hollywood. Tom II. W stronę jutra (1945–1966), Heraclon 2019. ISBN 978-83-66167-44-5.
- Henry Ford. Prorok Przemysłu, Dom Wydawniczy Kontinuum 2021 (wraz z Magdaleną Czyż) ISBN 978-83-66167-79-7.
- Casanova. Krótka historia słynnego uwodziciela, Dom Wydawniczy Kontinuum 2021 (wraz z Maciejem Rajewskim) ISBN 978-83-67563-60-4.
- Mozart i jego epoka, Dom Wydawniczy Kontinuum, 2023. ISBN 978-83-675632-4-6.
- Generał Franco. Hiszpania pod rządami dyktatora, Dom Wydawniczy Kontinuum, 2023. ISBN 978-83-675632-7-7.

### Tłumaczenia
- Renate Bauer (red.), Wolnomyśliciele we Wrocławiu od przedwiośnia ludów do faszyzmu („Freigeister in Breslau vom Vormärz bis zum Faschismus”), Angelika Lenz Verlag Neu-Isenburg 2016. ISBN 978-3-943624-22-9.